# Вілла Фарнезіна

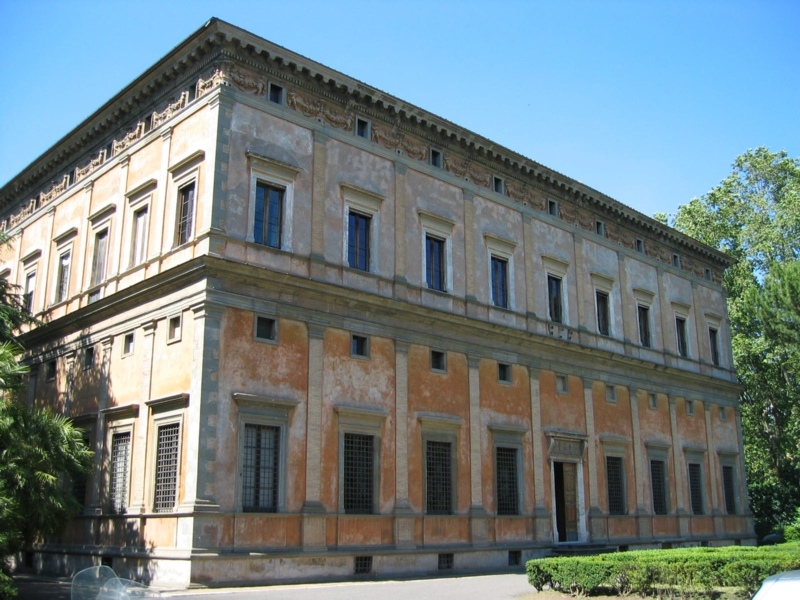
Вілла Фарнезіна

Вілла Фарнезіна (італ. Villa Farnesina) — пам'ятка архітектури та живопису Високого Відродження, розташована на лівому березі Тибру в римському районі Трастевере. Вілла була побудована у 1506–1510 роках для сієнського банкіра Агостіно Кіджі за проєктом Бальдазаре Перуцці. Це була перша в Римі вілла легкого, «павільйонного» типу, відкрита у бік саду і річки, без внутрішніх двориків і кімнат для аудієнцій. Покликаний обдурити очі, стінопис лоджій належить пензлю Рафаеля, Джуліо Романо, Себастьяно дель Пйомбо і Содоми.
У 1577 році віллу придбало сімейство Фарнезе, що спочатку розраховував з'єднати її особливим мостом з Палаццо Фарнезе, розташованим на іншій стороні Тибру. Вілла зберегла ім'я Фарнезе і у XVIII столітті, коли нею володіли неаполітанські Бурбони, зараз же в ній засідає старовинна «Національна академія деї Лінчеї».

## Історія
Вілла побудована в 1506—1510 роках для сієнського банкіра Агостіно Кіджі за проєктом архітектора і живописця Бальдассаре Перуцці. Будівництво почалося 22 квітня 1506 року, можливо, через сприятливе розташування планет (банкір Кіджі ставився до цього дуже серйозно), а також тому, що ця дата припадала на день заснування міста Риму.
На віллі проживали двоє синів і дві доньки Агостіно Кіджі, а також художники, які працювали над її оформленням. На ній проводили розкішні прийоми та свята.
У 1513—1516 роках Рафаель створив усипальницю членів сім'ї Кіджі в церкві Санта-Марія-дель-Пополо. Художник помер у 37-річному віці у 1520 році, а через кілька днів помер його покровитель Агостіно Кіджі. У 1577 році віллу придбав кардинал Алессандро Фарнезе, і споруда отримала нову зменшувальну назву, на відміну від Палаццо Фарнезе, розташованого з іншого боку Тибру. Мікеланджело запропонував новим господарям з'єднати Палаццо Фарнезе, де він на той час працював, з віллою Фарнезіна мостом через Тибр. Будівельні роботи було розпочато (залишки кількох арок ще видно у західного фасаду Палаццо Фарнезе), але так і не було завершено.
З 1603 року на віллі Фарнезіна розміщувалася «Академія рисьеглазих» (італ. Accademia dei Lincei) — Академія літераторів і філософів. Академія проіснувала до 1651 року. І в наші дні над воротами до саду вілли можна побачити напис: «Accademia dei Lincei».
До 1626 року віллою користувалася римська гілка сім'ї Фарнезе, потім вона була успадкована правлячим герцогським будинком Фарнезе в Пармі та П'яченці. Нові господарі здавали віллу в оренду видатним гостям, таким як кардинал Рішельє, в 1633 році, кардинал Фрідріх фон Гессен-Дармштадт в 1652 році.
Пізніше, з 1731 року, вілла належала неаполітанським Бурбонам, а 1864 року — іспанському послу в Неаполі Сальвадору Бермудесу де Кастро, герцогу Ріпальта, який зробив значні перебудови. У 1927 році Королівство Італії придбало віллу, що стала штаб-квартирою Академії Італії, а в 1944 передало права власності Accademia dei Lincei.
У 1871 році, Академію відтворили в сусідньому будинку, на протилежному боці вулиці Віа делла Лунгара — Палаццо Корсіні. Нині Вілла Фарнезіна діє як музей. У ній також з 1950 по 2007 рік розташовувався Національний кабінет малюнків та естампів (італ. Gabinetto Nazionale dei Disegni e delle Stampe) з зібранням малюнків та гравюр художників XV—XIX століть, а також Інститут графіки, заснований у 1975 році.
Повна реставрація будівлі закінчилася у 2013 році. Зібрання картин, що раніше належали сім'ї Кіджі, були розосереджені спадкоємцями і тепер перебувають у різних музеях.

## Галерея

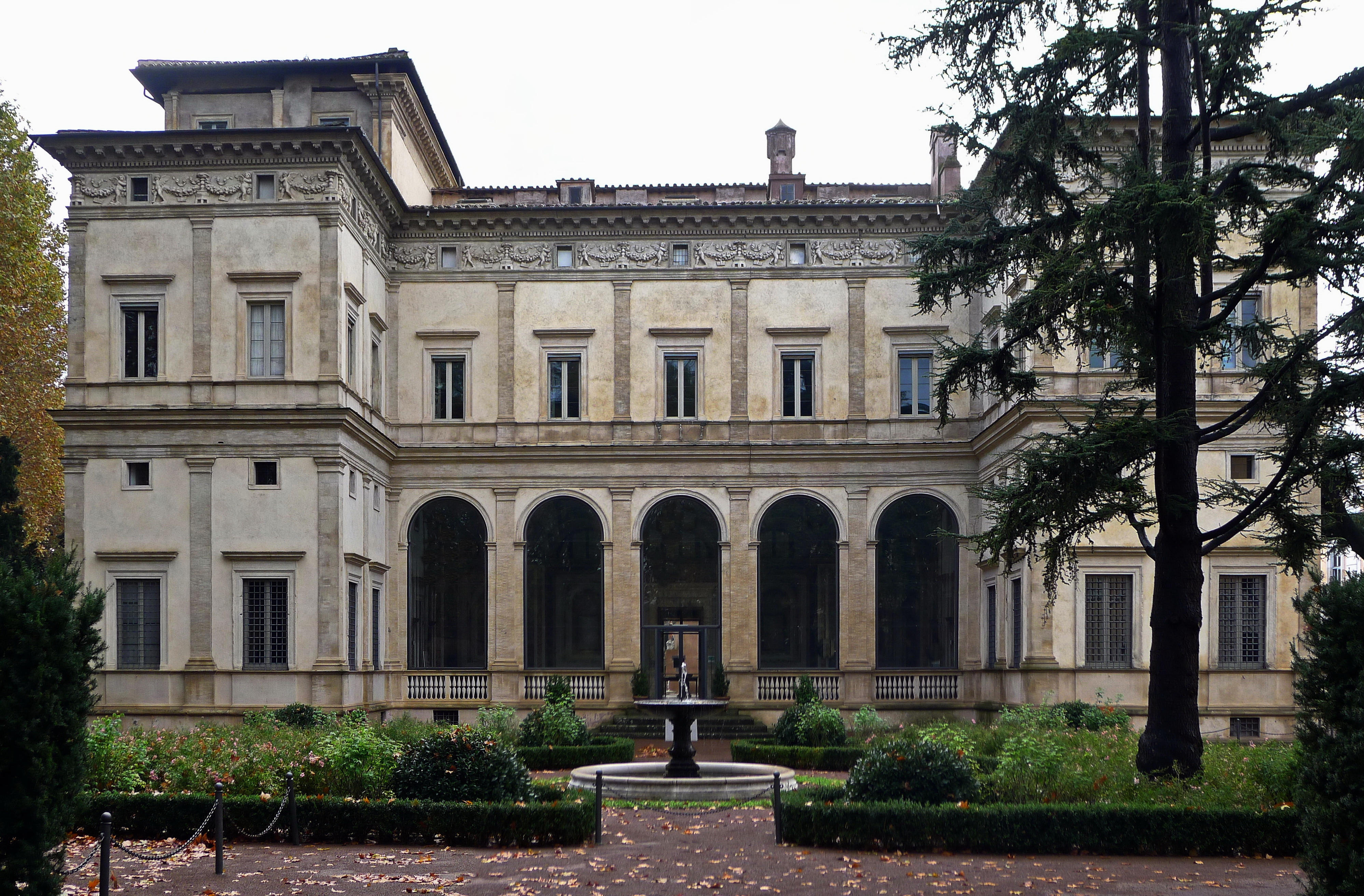
Північний фасад
План будівлі
План будівлі
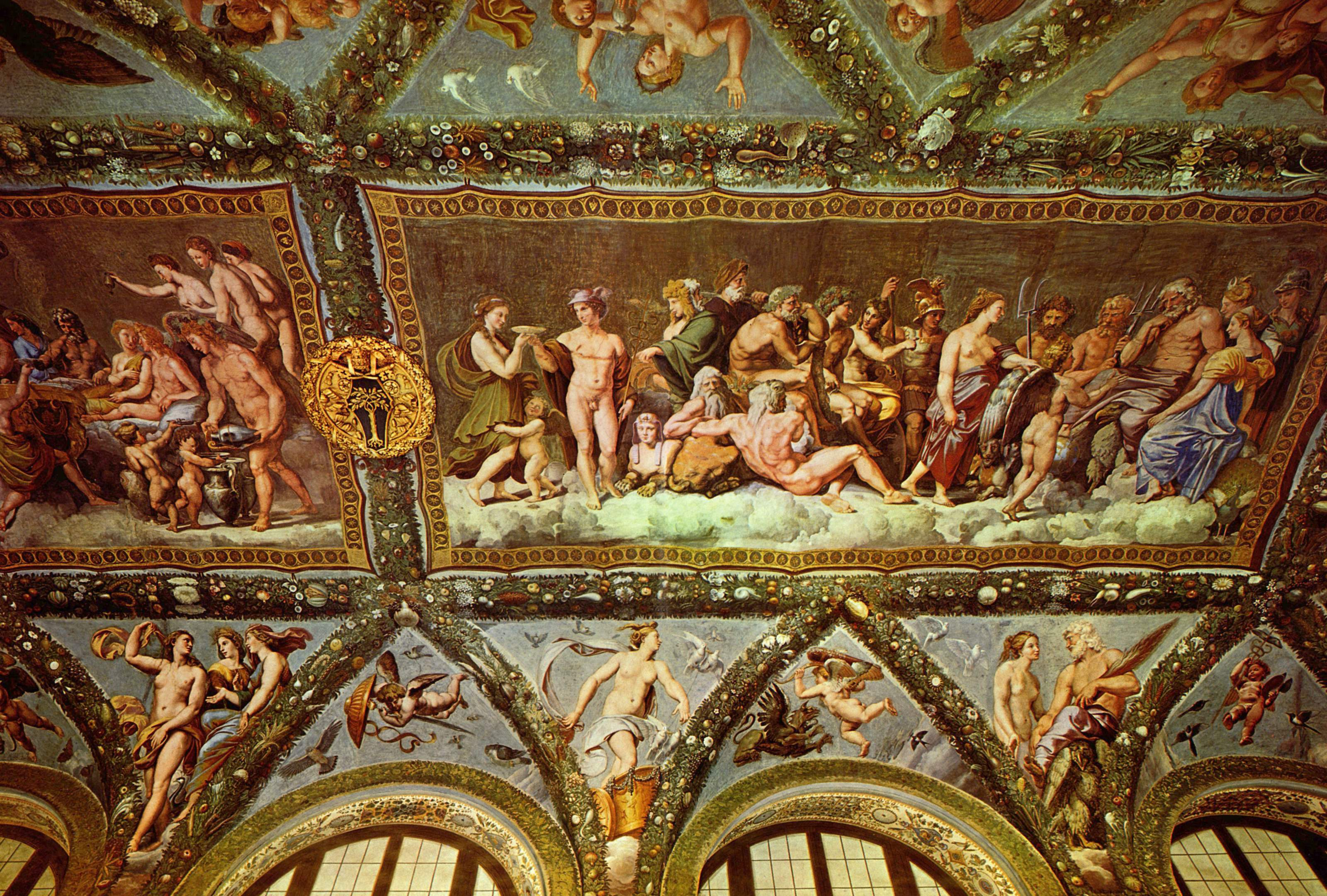
Фрески Рафаеля
Фрески Рафаеля
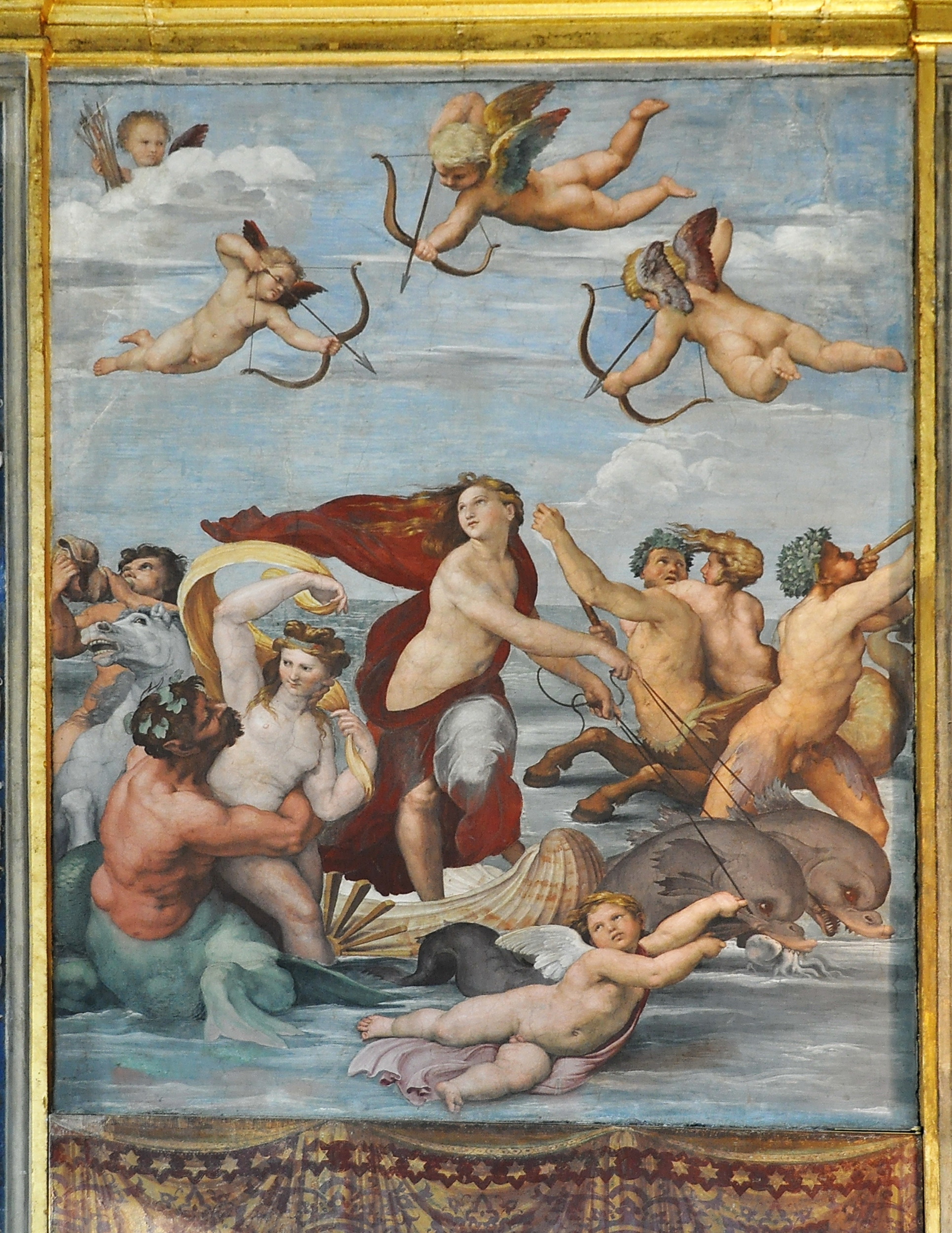
Фрески Рафаеля
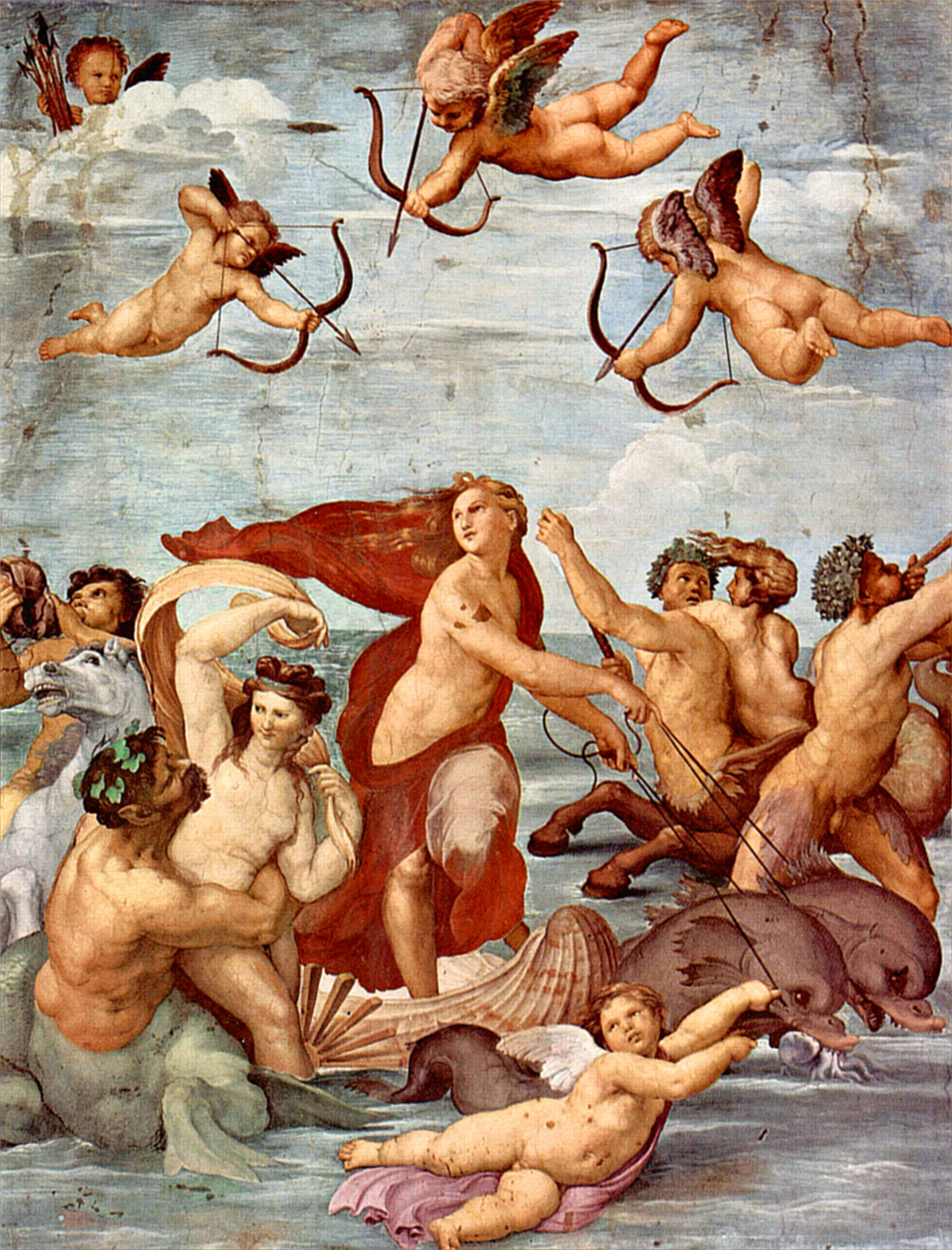
Фрески Рафаеля
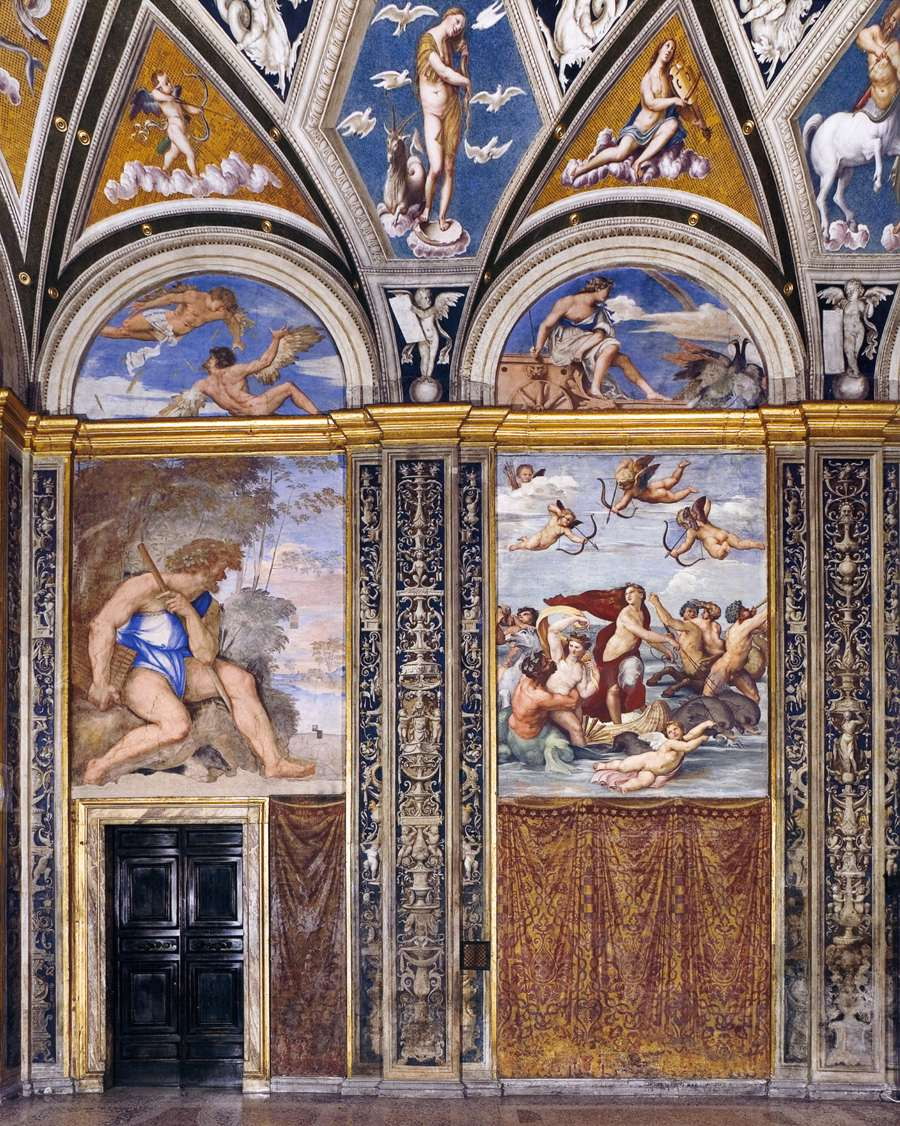
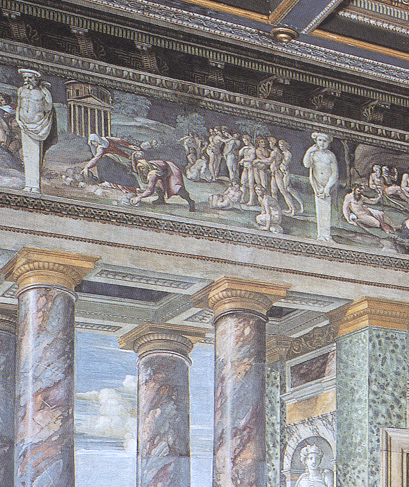
Деталь фрески з перспективою Балтазара Перуцці
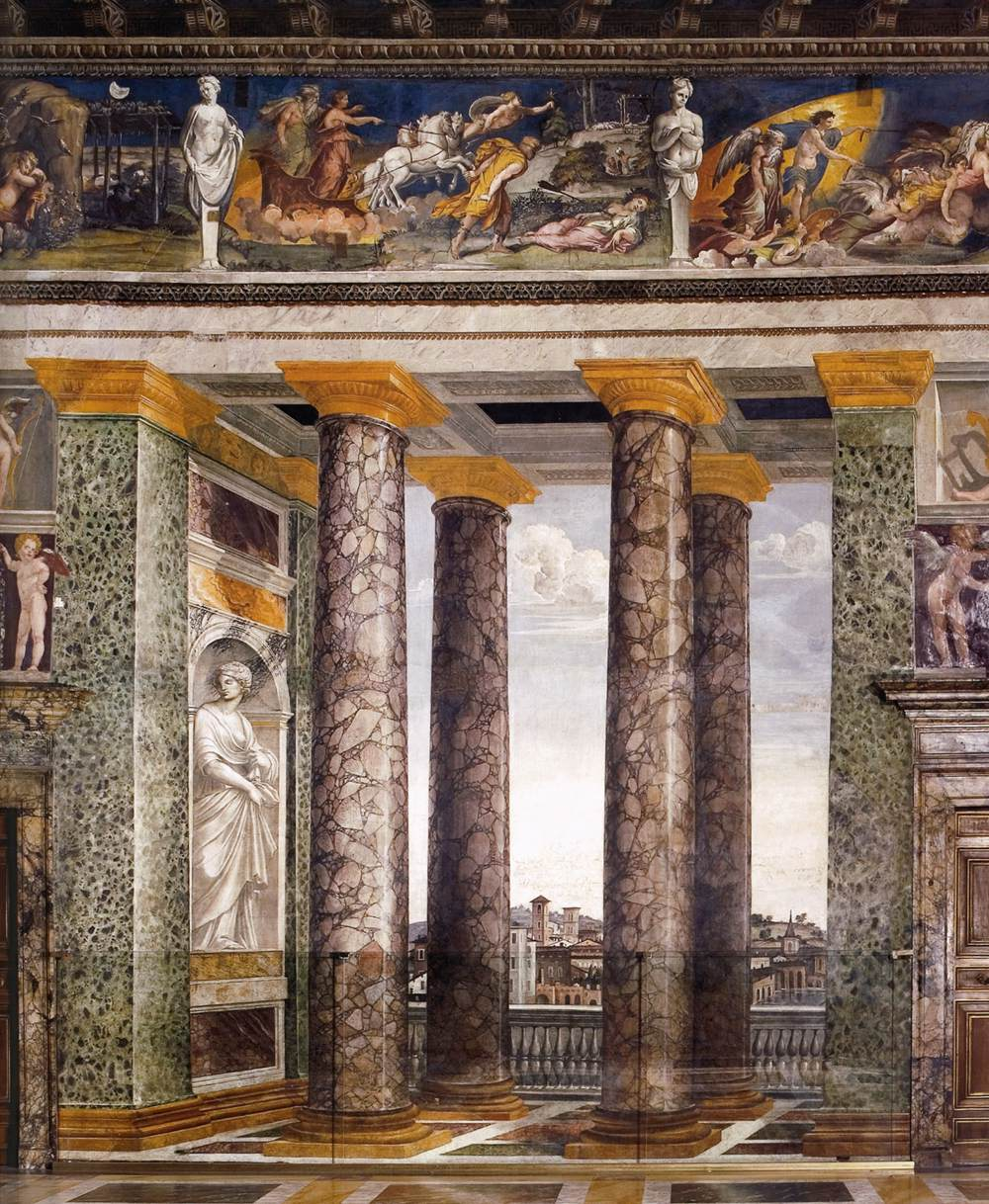
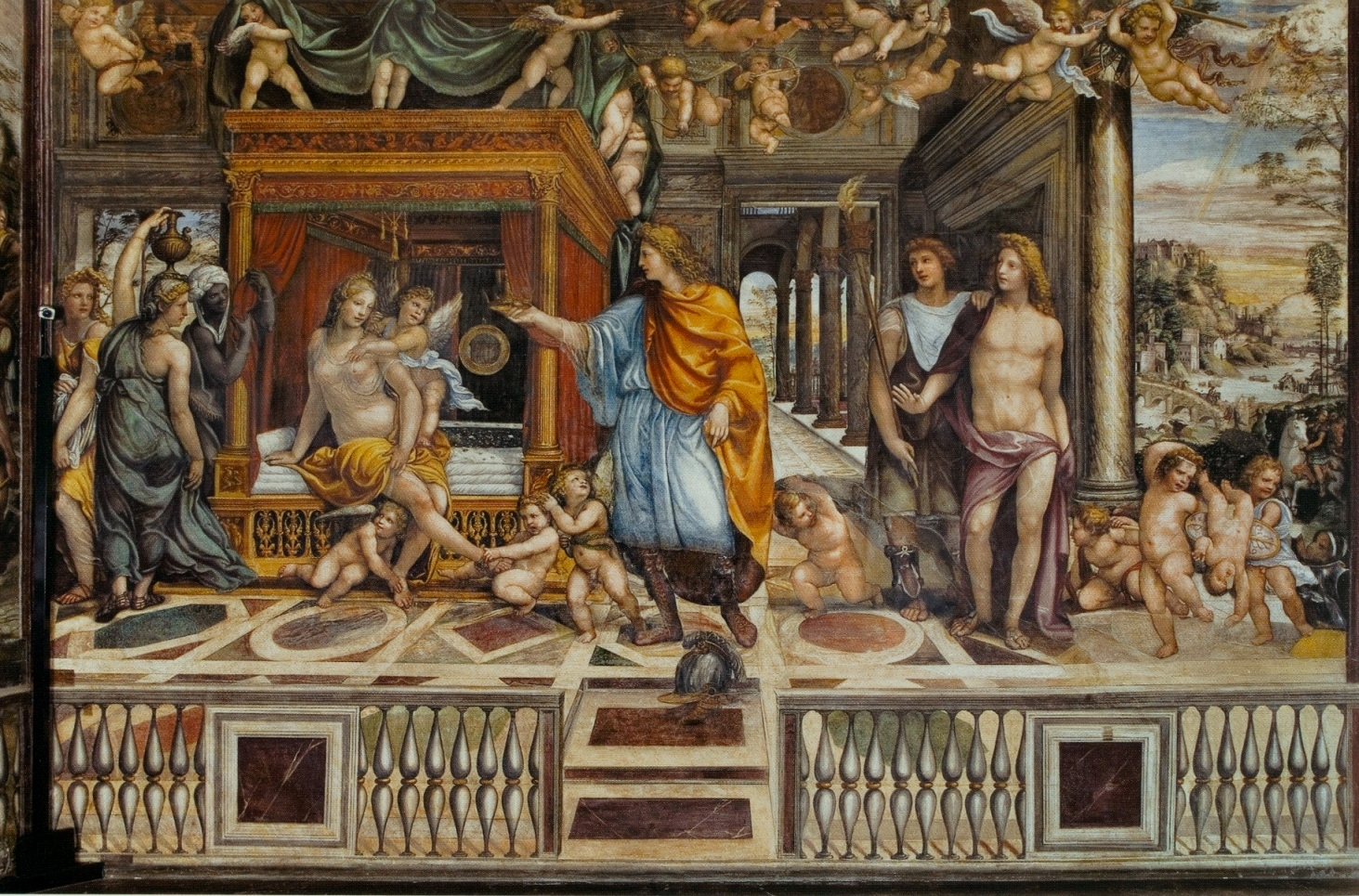
Фрески Содома

## Сьогодення
Тепер біля вілли розташований невеликий скромний сад, засаджений різноманітними цитрусовими деревами та прикрашений фонтанами, які, здається, збереглися від колишньої розкоші. 
Вілла відкрита щодня з 9:00 до 14:00, за винятком неділі для відвідування.